# Coppa Placci 2009
La Coppa Placci 2009, cinquantanovesima edizione della corsa, valida come campionato nazionale in linea, si svolse il 28 giugno 2009, per un percorso totale di 260,4 km. La vittoria fu appannaggio dell'italiano Filippo Pozzato, che completò il percorso in 6h34'45", precedendo i connazionali Damiano Cunego e Luca Paolini. 
I corridori che presero il via da Imola furono 159, mentre coloro che tagliarono il medesimo traguardo furono 81. 

## Ordine d'arrivo (Top 10)
| Pos. | Corridore            | Squadra        | Tempo    |
| ---- | -------------------- | -------------- | -------- |
| 1    | Filippo Pozzato      | Katusha Team   | 6h34'45" |
| 2    | Damiano Cunego       | Lampre         | s.t.     |
| 3    | Luca Paolini         | Acqua & Sapone | s.t.     |
| 4    | Francesco Gavazzi    | Lampre         | s.t.     |
| 5    | Alessandro Bertolini | Diquigiovanni  | s.t.     |
| 6    | Marco Marcato        | Vacansoleil    | s.t.     |
| 7    | Gabriele Bosisio     | LPR Brakes     | s.t.     |
| 8    | Massimiliano Gentili | Cer. Flaminia  | s.t.     |
| 9    | Carlo Scognamiglio   | Barloworld     | s.t.     |
| 10   | Daniele Callegarin   | C. Calzatura   | s.t.     |